# Полухино (Аркадакский район)
Полу́хино  — село в Аркадакском районе Саратовской области России. Входит в Львовское сельское поселение.

## История
На 1911 год деревня входит в Балашовский уезд, Крутцовская волость. Согласно "Списку населенных мест Саратовской губернии по сведениям на 1911 год", деревня Полухина бывшая владельческая г. Нарышкина; число дворов - 130, жителей мужского пола - 536, женского пола -522, всего – 1058. В деревне была земская школа.
В 30-е годы XX века в Полухино было образовано две сельхозартели: "Победа" и "имени 2-й Пятилетки", объдинившие 149 и 44 двора.

## Население
| 2010 |
| ---- |
| 13   |

## Уличная сеть
В селе одна улица: ул. Горная

## Известные уроженцы
- Букоткин, Ефим, Егорович — Герой Советского Союза.
- Подчайнов Сергей Тихонович (1926-2006)- Заслуженный работник культуры России.[2] [3]